# Palaeotherium
†Palaeotherium – rodzaj wymarłego ssaka z rodziny Palaeotheriidae.
Jego nazwa rodzajowa oznacza "dawną bestię". Georges Cuvier pierwotnie opisał zwierzę jako rodzaj tapira. Od tego czasu popularne wizerunki ssaka przypominają właśnie tapiry. Jednakże kolejne badania wykazały, że budowa jamy nosowej nie wykazywała przystosowań do utrzymywania małej trąby, wobec czego nowsze wizerunki ukazują Palaeotherium podobne do konia. Współczesne badania anatomiczne także sugerują, że rodzaj ten wraz z pokrewnymi (jak Hyracotherium) to bliscy krewni koni.
Zwierzę dorastało 75 cm wysokości. Żywiło się pokarmemm roślinnym. Zamieszkiwało lasy tropikalne porastające Europę około 45 milionów lat temu, we wczesnym i środkowym eocenie. Największy gatunek, środkowoeoceńskie P. magnum z terenów dzisiejszej Francji, prawie dorównywało rozmiarom koniom. Jednak inne przypominały pod tym względem świnie.
Skamieniałości odnaleziono m.in. w paryskim kamieniołomie gipsu.